# Melodramma strappalacrime
Il melodramma strappalacrime è stato un genere cinematografico popolare in voga in Italia tra la metà degli anni quaranta e la metà degli anni cinquanta del Novecento. La critica cinematografica lo definì in seguito neorealismo d'appendice.
Gli elementi di base derivano dal mélodrame francese del XIX secolo e dal romanzo d'appendice, generi che, per avere successo su un pubblico di massa, dovevano contenere elementi semplici: il conflitto fra il bene e il male, caratteri ben definiti dei personaggi (la vittima, il cattivo, l'eroe), vicende in cui prevale la fatalità, situazioni di riscatto finale con epilogo consolatorio.

## Il precursore del genere: ildiva film
Il genere passionale in Italia si sviluppò con successo sin dall'epoca del cinema muto: negli anni della prima guerra mondiale infatti accanto ai kolossal storici e religiosi come Gli ultimi giorni di Pompei e Cabiria, molto successo trovarono i drammi popolari interpretati da celebri attrici come Lyda Borelli, Leda Gys, Francesca Bertini, Italia Almirante Manzini: queste pellicole narravano di storie d'amore torbide e passionali, con protagoniste donne tanto belle quanto malefiche e fatali che prima seducevano degli uomini già impegnati, portandoli via alle loro compagne, per poi portarli alla rovina sino ad arrivare (molto spesso) alla morte esse stesse in quanto risucchiate nei vortici dei loro stessi perfidi imbrogli.
Tale filone, ben presto nominato diva film in quanto vedeva protagoniste le più famose dive dell'epoca, che si rifacevano nelle movenze e nei modi alla figura della vamp scandinava, riscosse successo fino a tutti gli anni venti quando poi in seguito allo scoppio della crisi del cinema (che porterà poi all'avvento del sonoro) esso non scomparve in favore di altri generi cinematografici.

## Il neorealismo d'appendice
Dopo la fine della guerra e fino a tutti gli anni '50, al neorealismo si affianca un genere costituito da melodrammi popolari in cui vengono raccontate storie semplici e commoventi: nello stesso periodo anche ad Hollywood il melodramma sentimentale è il genere che va per la maggiore, ma negli Stati Uniti i melodrammi di Minnelli o di Sirk raccontavano vicende di una borghesia protestante ed agiata e di donne emancipate, troppo lontane dalla realtà italiana di allora, ancora non toccata dal boom economico e che si stava appena riprendendo dai disastri della guerra; il melodramma italiano rimaneva legato a dinamiche familiari legate al mondo contadino e patriarcale, alla morale cattolica ed a relazioni sociali non ancora complesse, dunque maggiormente recepibili (per immedesimazione) dal pubblico nostrano del tempo.
Questo genere si focalizzava su storie di coppie in cui l'amore è contrastato da rifiuti, umiliazioni e ingiustizie quasi sempre determinati da differenze sociali. Le storie, dopo una serie di vicissitudini, si concludevano con uno "svelamento" e un conseguente lieto fine per la coppia protagonista e il trionfo del bene sul male. Il successo commerciale di questi film durò fino all'inizio degli anni '60; poi il favore popolare cominciò a declinare a favore di nuovi generi. A fronte dell'enorme presa sul pubblico italiano, i film "strappalacrime" venivano poco apprezzati, se non addirittura ignorati, dalla critica che li considerava alla stregua di fotoromanzi cinematografici. La critica si è evoluta a loro favore nel corso degli anni '70, classificando il genere come neorealismo d'appendice.

## I protagonisti
Il regista più fortunato in termini di incassi fu Raffaello Matarazzo che, dopo aver realizzato commedie e polizieschi durante il ventennio fascista, a partire dall'emblematico Catene aprì inaspettatamente un filone di sicuro successo riproponendo la stessa coppia di attori (Amedeo Nazzari e Yvonne Sanson) in una serie di film caratterizzati più o meno dalla stessa struttura narrativa. I suoi film, tra l'altro sconsigliati dal Centro Cattolico Cinematografico, scatenarono una polemica ospitata su quotidiani e riviste, tanto che lo stesso Matarazzo fu costretto a intervenire scrivendo in sua difesa una lettera al quotidiano l'Unità intitolata 37 milioni di spettatori hanno visto i miei film.
Numerosi altri registi quali Mario Bonnard, Guido Brignone, Mario Costa, Giorgio Bianchi, Luigi Capuano, Giacomo Gentilomo, Flavio Calzavara, Giuseppe Guarino, Giuseppe Vari, Armando Fizzarotti, Natale Montillo, Clemente Fracassi, Armando Grottini, Pino Mercanti, Giorgio Pastina, Giorgio Walter Chili, Carlo Campogalliani, Carmine Gallone, Augusto Genina si cimentarono nel genere tra il 1945 e il 1960 (toccando l'apice del successo tra il pubblico nel triennio 1949-1951). Non è un caso se, fra i tanti nomi citati, molti sono napoletani: alle loro spalle c'era infatti il teatro popolare di sceneggiata e i canoni di questo genere venivano presi a prestito in molte pellicole, in cui ad esempio canzoni napoletane "sceneggiate" costituivano l'ossatura dell'intera trama.
Nonostante il cinema strappalacrime fosse tipicamente costituito da prodotti stereotipati e a basso costo, intrisi di moralismo edificante, anche molti film del mainstream furono debitori del genere, con trame animate da perbenismo e buoni sentimenti, anche se con elementi critici, ad esempio: Due lettere anonime di Mario Camerini, La vita ricomincia di Mario Mattoli, Domani è troppo tardi e Domani è un altro giorno di Leonide Moguy, La provinciale e La donna del fiume di Mario Soldati, Anna di Alberto Lattuada, Persiane chiuse e La tratta delle bianche di Luigi Comencini, Un marito per Anna Zaccheo di Giuseppe De Santis, Ultimo incontro ed Il mondo le condanna di Gianni Franciolini, Le due verità e Noi cannibali di Antonio Leonviola, Le infedeli di Mario Monicelli e Steno, Una donna ha ucciso, Traviata '53, Una donna libera e Nel gorgo del peccato di Vittorio Cottafavi ed il film corale Amori di mezzo secolo, co-diretto da Roberto Rossellini, Pietro Germi, Antonio Pietrangeli, Mario Chiari e Glauco Pellegrini..